# Geflügelfleisch

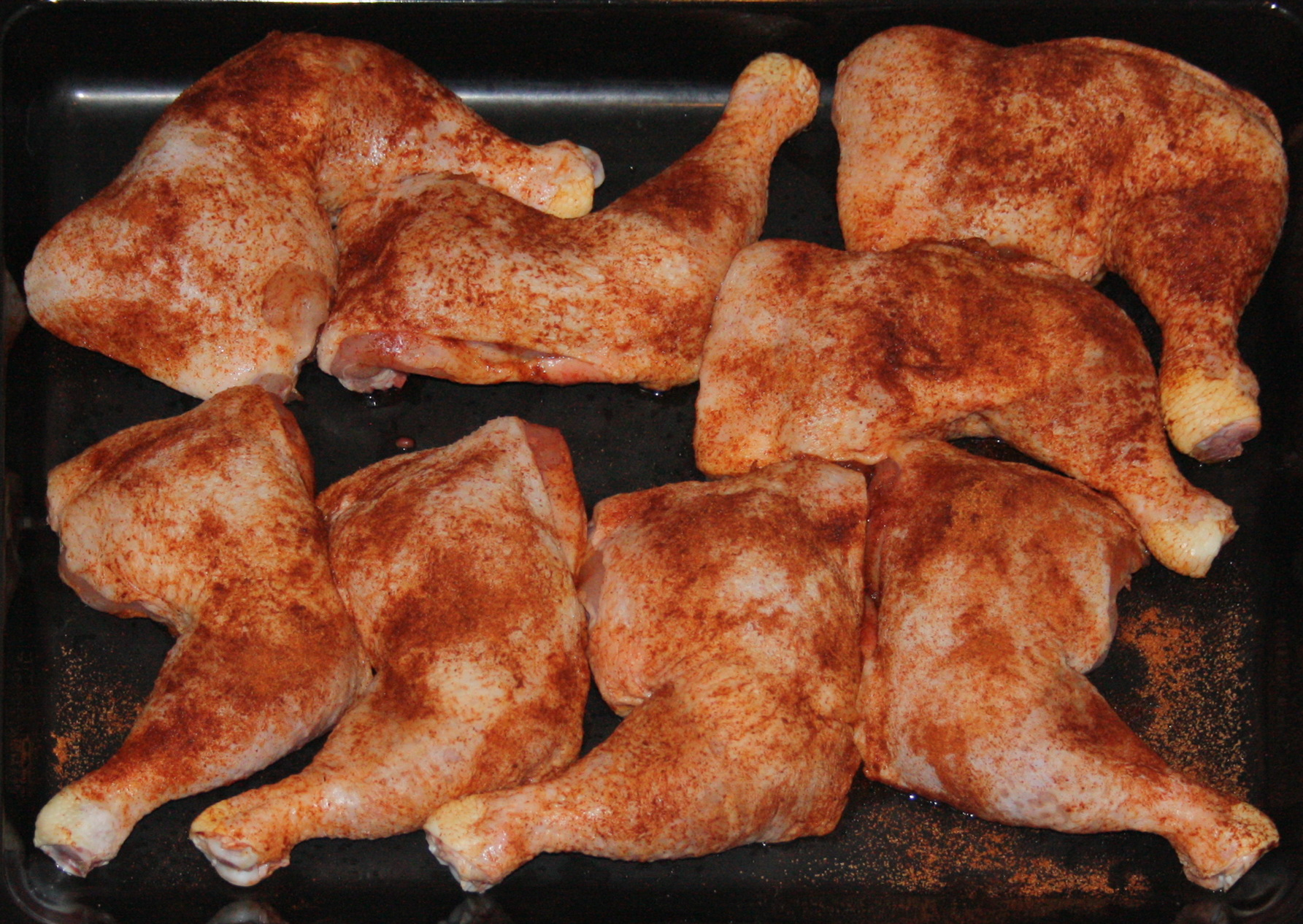
Paprizierte Hühnerschenkel

Der Begriff Geflügelfleisch bezeichnet das Fleisch von Geflügel. Es kann nach der Herkunft und Fleischfarbe eingeteilt werden.
Man unterscheidet helles Geflügelfleisch vom Mastgeflügel (Huhn/Küken und Pute) und dunkles Fleisch vom Wildgeflügel (Strauß, Fasan, Rebhuhn, Wildente, Wachtel) sowie von Ente, Flugente, Pekingente, Gans, Taube und im weiteren Sinne auch Wassergeflügel. Die dunkle Fleischfarbe des Wildgeflügels ist durch dunkle Muskeleiweißstoffe bedingt, die durch intensive Bewegung entstehen. Es gibt mittlerweile auch Wildgeflügelarten, die auf Farmen ähnlich wie Mastgeflügel gehalten werden.
Fleisch von weiblichem Geflügel ist zarter, das Fleisch des männlichen ist hingegen kräftiger im Geschmack, diese Eigenschaften werden durch Kastrieren der Hähne vereint (siehe: Kapaune).
In Deutschland wurden 2023 insgesamt 1,6 Millionen Tonnen Geflügelfleisch produziert.

## EU-Verkehrsbezeichnungen für Mastgeflügel
In der EU gelten für Geflügelfleisch einheitliche Vermarktungsnormen bezüglich Verkehrsbezeichnungen, Angebotsformen, Handelsklassen und Kennzeichnung. Die Qualität wird vor allem nach Brust und Schenkel eingestuft. Zur Lebensmittelkennzeichnung können freiwillig Abpackdatum, Kühlverfahren, Haltungsform und Fütterung angegeben werden.

## Verkehrsbezeichnungen

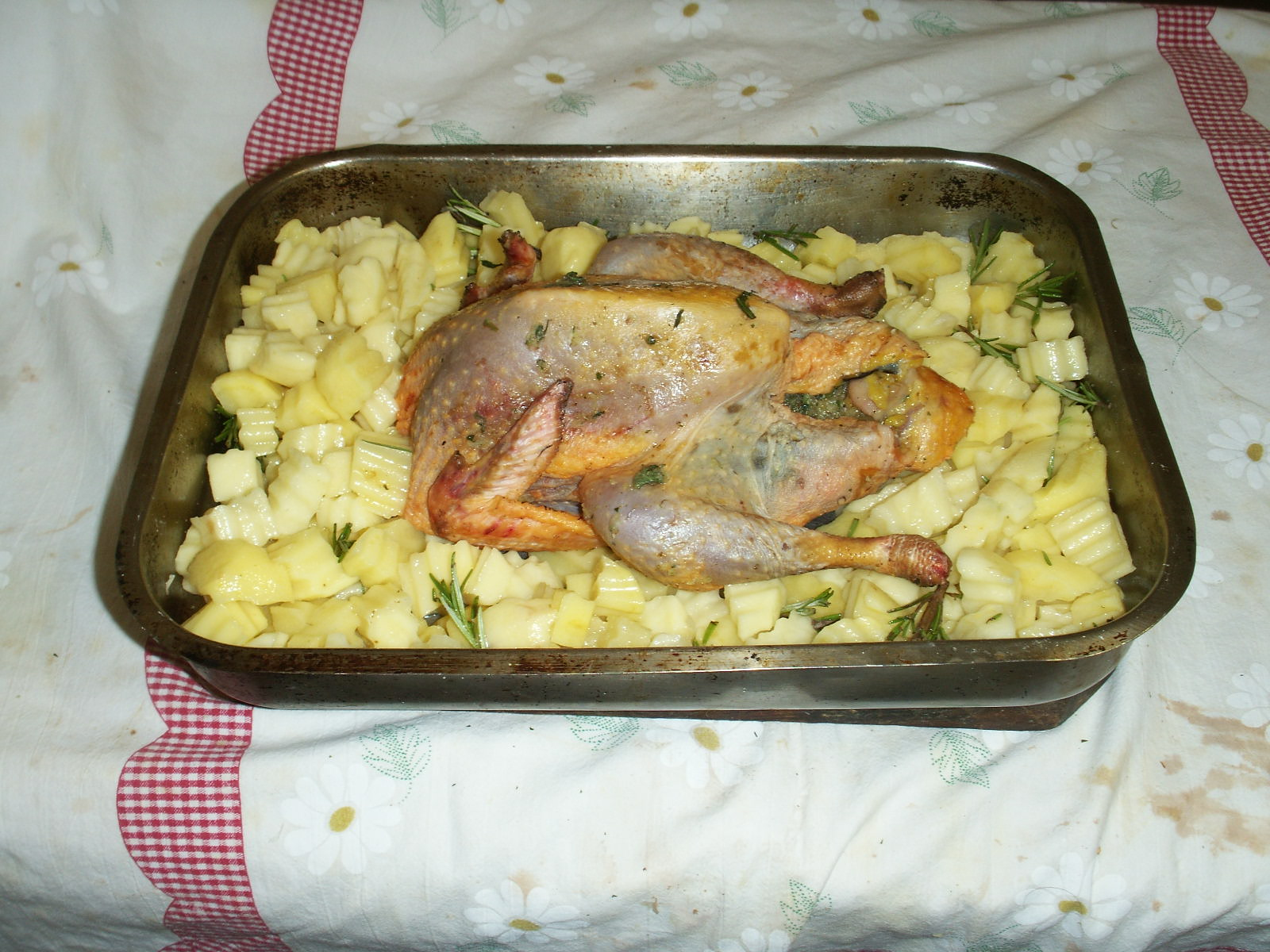
Gebratenes, gefülltes Perlhuhn

Hühner: Hähnchen, Poularde, Suppenhuhn, Kapaun, Stubenküken, Broiler
Puten: Truthahn, Pute, Junge Pute, Junger Truthahn
Enten: Frühmastente, Junge Ente, Ente, Junge Flugente, Flugente (siehe auch: Entenfleisch)
Gänse: Frühmastgans (Jungmastgans), Junge Gans, Gans
Perlhühner: Junges Perlhuhn, Perlhuhn
Taube: junge Taube, Taube
Innereien: Leber, Fettleber, Herz, Hals, Magenmuskel (siehe auch Geflügelklein).

## Lagerung und Vorbereitung
Lagerung und Vorbereitung von Mast- und Wildgeflügel sind ähnlich. Bei ungegartem Geflügel können an der Oberfläche Keime haften, speziell Salmonellen, deshalb ist bei der Lagerung und der Vorbereitung äußerste Hygiene einzuhalten. Fett von Geflügel wird wegen seines hohen Anteils an ungesättigten Fettsäuren schnell ranzig.
Wildgeflügel muss vor der Zubereitung abhängen, wobei der typische Wildgeschmack (Haut goût) entsteht. Wachteln, Haselhuhn und Wassergeflügel, insbesondere Wildente, Wildgans, können bei längerer Lagerung leicht tranig werden.

## Zubereitung von Mastgeflügel
Mastgeflügel eignet sich zum Kochen, Dünsten, Schmoren, Braten, Frittieren und Grillen, des Weiteren zum Pökeln und Räuchern. Es wird sowohl im Ganzen als auch in Teilen zubereitet. Geflügelfleisch wird je nach vorhandenem Anteil an Sehnen und Fett, für verschiedene Geflügelspeisen und andere Produkte verwendet.
Die Industrie stellt aus Geflügelfleisch verschiedene Fleischerzeugnisse her wie Wurst, Pasteten, Schnitzel, Steaks, Schinken, Kasseler, Sülzen, u. a. m.

## Zubereitung von Wildgeflügel
Wildgeflügel soll vor der Zubereitung abhängen. Das Federkleid des Wildgeflügels muss abgebalgt werden, d. h. die Haut wird samt den Federn abgezogen, um das oft tranige Fett (z. B. bei Wildenten) zu entfernen. Danach wird es überwiegend ganz zubereitet, nur älteres Geflügel wird meistens vor dem Garen zerlegt und mariniert.
Junges Wildgeflügel wird meist gebraten, älteres vorzugsweise geschmort. Für geschmorte Wildgeflügelspeisen werden Rotwein und typische Wildgewürze (Rosmarin, Thymian) verwendet.
Zum Kochen von Brühen oder Suppen wird nur älteres Wildgeflügel verwendet; zuvor wird es braun angebraten, um ein intensiveres Aroma zu erreichen.